# Йохан Франц Фугер фон Кирхберг-Вайсенхорн
Йохан Франц Фугер фон Кирхберг-Вайсенхорн (на немски: Johann Franz Fugger Graf zu Kirchberg u Weissenhorn; * 5 септември 1613; † 1 декември 1668) е граф на Фугер фон Кирхберг-Вайсенхорн, господар в Бабенхаузен в Швабия, Бавария.
Той е вторият син на търговеца граф Йохан Фугер Стари фон Кирхберг-Вайсенхорн (1583 – 1633), господар на Веленбург, Бос, Бабенхаузен, и съпругата му графиня Мария Елеонора фон Хоенцолерн-Зигмаринген (1586 – 1668), дъщеря на граф Карл II фон Хоенцолерн-Зигмаринген (1547 – 1606) и графиня Еуфросина фон Йотинген-Валерщайн (1552 – 1590), дъщеря на граф Фридрих V фон Йотинген-Валерщайн († 1579).
Братята му са Якоб Фугер (1606 – 1632) и Йохан Фугер (1618 – 1663), господар на Велден, Бос, Хаймертинген, Плес и Ледер.
Йохан Франц Фугер умира на 55 години на 1 декември 1668 г. и е погребан в Бабенхаузен.

## Фамилия
Йохан Франц Фугер се жени през май 1639 г. за Мария Кордула Фьолин фон Фрикенхаузен (* 30 септември 1614 в Илертисен; † 1685), дъщеря на фрайхер Ханс Кристоф III Фьолин фон Фрикенхаузен-Илертисен (1589 – 1641) и фрайин Мария Йохана фон Велден (1594 – 1629). Те имат 11 деца:
- Мария Кордула (* 3 януари 1640, Бабенхаузен; † 1/6 юни 1703), монахиня
- Йохан Франц (1641 – 1642)
- Йохан Максимилиан (1643 – 1643)
- Мария Анна Елизабет (* 17 октомври 1645)
- Мария Йохана (1648 – 1649)
- Мария Маргарета (1650 – 1655)
- Йохан Адам Фуггер (1651 – 1651)
- Фердинанд Доминикус (* 3 декември 1652; † 10 юни 1671)
- Зигмунд Йозеф (* 15 август 1654 в Бабенхаузен; † 30 януари 1696), господар на Бабенхаузен и Нидералфинген, женен на 24 януари 1675 г. за графиня Мария Терезия Фугер фон Кирхберг-Вайсенхорн (* 30 декември 1657; † 13/30 май 1729), дъщеря на граф Себастиан Фугер фон Кирхберг-Вайсенхорн (1620 – 1677) и Мария Клаудия Хундбис фон Валтрамс († 1702)
- Мария Терезия (* 11 август 1655 в Бабенхаузен; † 28 септември 1696), омъжена 1678 г. за граф Хуго Фридрих Фугер фон Кирхберг-Вайсенхорн (* 8 юни 1649; † 4 януари 1690), внук на граф Хуго Фугер фон Кирхберг-Вайсенхорн (1589 – 1627) и син на граф Карл Филип Фугер фон Кирхберг-Вайсенхорн (1622 – 1654) и Маргарета Урсула фон Папенхайм
- Йохан Рудолф Фугер фон Кирхберг-Вайсенхорн (* 22 май 1658 в Бабенхаузен; † 14 февруари 1693 в Бос), господар на Бос, Хаймертинген и Плес, женен на 12 януари 1679 г. в Цайл за фрайин Йохана Катарина фон Валдбург-Цайл (* 22 май 1658; † 10 февруари 1732), дъщеря на фрайхер Паул Якоб фон Валдбург-Цайл, граф цу Цайл, господар на Траухбург (1624 – 1684) и графиня Амалия Луция ван ден Бергх (1633 – 1711); имат 8 деца